# Премия имени В. В. Докучаева
Премия имени В. В. Докучаева — академическая премия, присуждавшаяся за выдающиеся научные труды в области почвоведения.
Учреждена Постановлением Совмина СССР от 27.07.1946 N 1646 «Об утверждении Положения о золотой медали имени В. В. Докучаева, Описания медали и Положения о премии имени В. В. Докучаева».
В том же году дополнительно к премии в 20 000 руб. установлена вторая премия имени В. В. Докучаева в размере 10 000 руб., присуждаемая ежегодно за выдающиеся научные труды в области почвоведения.
В 1953—1957 гг. премия не присуждалась, а начиная с 1958 года присуждалась раз в 3 года в размере 25 тысяч рублей (после денежной реформы 1961 года - 2500 рублей).
Лауреаты премии имени В. В. Докучаева:
- 1948 Лобова Е. В., Розов Н. Н., профессора Почвенного института им. В. В. Докучаева АН СССР, Ковда Виктор Абрамович — за 2-х т. «Происхождение и режим засоленных почв».
- 1949 Качинский Н. А., профессор, Вадюнина А. Ф., доцент, З. А. Корчагина, старший преподаватель МГУ им. М. В. Ломоносова - за книгу «Агрофизическая характеристика почв Урала».
- 1950 Пономарёва В. В., доктор наук, Почвенный институт им. В. В. Докучаева ВАСХНИЛ, А. Н. Розанов.
- 1951 Вернандер Н. Б., профессор Киевского государственного университета им. Т. Г. Шевченко, Годлин Михаил Михайлович — за работу «Почвы УССР».
- 1952 Кононова Мария Михайловна, профессор Почвенного института им. В. В. Докучаева, — за работу «Проблема почвенного гумуса и современные задачи его изучения» (1951).
- 1958 Волобуев Владимир Родионович, академик АН АзССР.
- 1961 Иванова Е. Н., профессор Почвенного института им. В. В. Докучаева.
- 1964 Антипов-Каратаев И. Н., академик АН Таджикской ССР, профессор Почвенного института им. В. В. Докучаева.
- 1967 Афанасьева Е. А., старший научный сотрудник Почвенного института им. В. В. Докучаева.
- 1970 Аристовская Татьяна Вячеславовна, профессор Центрального почвенного музея им. В. В. Докучаева, за монографию «Микробиология подзолистых почв».
- 1973 Глазовская М. А., профессор МГУ им. М. В. Ломоносова.
- 1976 Ливеровский Ю. А., профессор МГУ им. М. В. Ломоносова
- 1979 Фридланд Владимир Маркович, профессор Почвенного института им. В. В. Докучаева — за серию работ по географии и классификации почв.
- 1982 Ногина Н. А. , профессор Почвенного института им. В. В. Докучаева.
- 1985 Крупеников И. А., профессор Института почвоведения и агрохимии им. Н. А. Димо.
- 1988 Зонн С. В., профессор Института географии АН СССР.
- 1991 доктор сельскохозяйственных наук Е. Н. Руднева (посмертно).